# سونگ ایکپیل

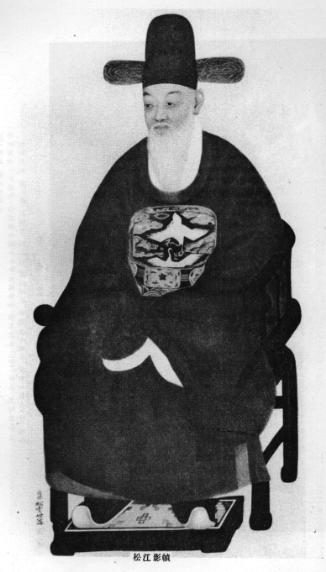
سونگ ایکپیل - سیاست‌مدار و مربی نئوکنفوسیوس

سونگ ایکپیل (۱۰ فوریه ۱۵۳۴–۸ اوت ۱۵۹۹) یک سیاستمدار و محقق و مربی نئوکنفوسیوس با نام مستعار گو بونگ (구봉، 龜峰) و هیون سونگ (현승، 玄繩) و نام ادبی Unjang (운장، 雲長) بود. سونگ از دوستان یی آی، سونگ هون و جونگ چول و آموزگار کیم جانگ سانگ بود.

## برای مطالعهٔ بیشتر
- یی من